# Nógrádsápi gótikus templom
A nógrádsápi gótikus templom lőréses körfallal övezett középkori építmény.

## A templom építészete

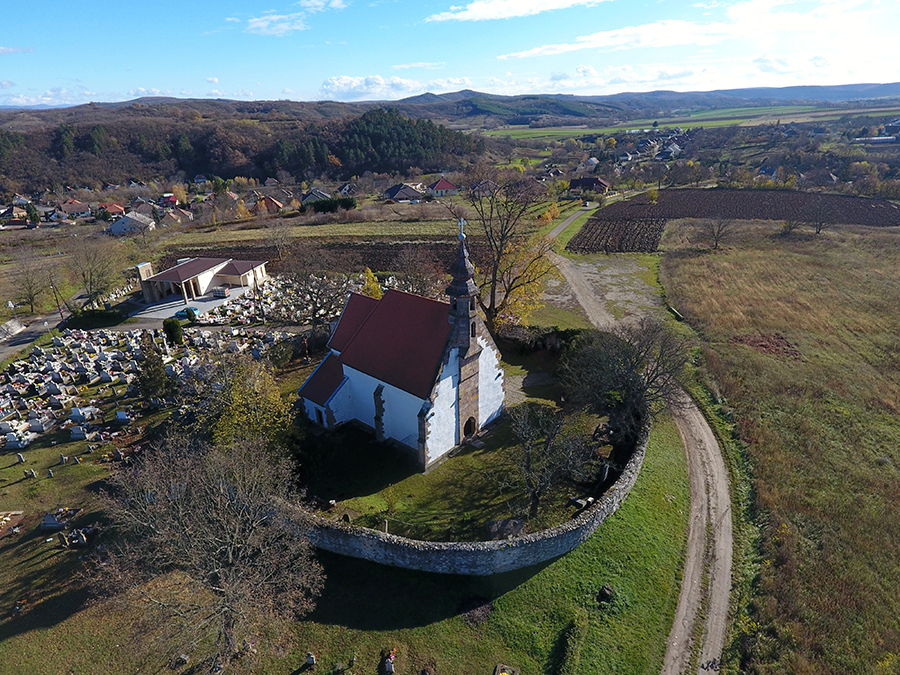
Nógrádsáp, Templom (körített) légi fotón

A kerítőfal déli (gótikus) kapuján belépve, kissé balra láthatjuk a templom főhomlokzatán, a gótikus, déli kapuját, amely két támpillér között nyílik.
A templom nyugati homlokzatának leghangsúlyosabb eleme a kicsiny, karcsú, nyolcszögletes torony, amely négyszögletes alépítményből nő ki, s emelkedik ki a homlokzat síkjából. Alatta nyílik a templom nyugati bejárata. A 18. század végén előcsarnokot is építettek a torony elé. Ezt a műemléki helyreállításkor (1968) elbontották. A sokszögletű szentély egy lépcsőnyivel a hajótér fölé emelkedik.
Északi falán, a sekrestye bejárata fölött szépen helyreállított középkori falfestményeket (három, keretbe foglalt kompozíciót) pillanthatunk meg. Az 1400 körül készült képek: Keresztrefeszítés, Köpenyes Madonna Borbálával és Katalinnal, Szent Miklós.
A déli falon lévő kép (Krisztus megkeresztelése a 14/15. század fordulóján készült. A diadalív képe: Maiestas Domini.
A szentély déli oldalán ülőfülkét láthatunk, vele szemben alakították ki a falban a szentségház kis fülkéjét.
A szép arányú kicsi templomot körbesétálva ne feledjük, hogy középkori szokás szerint körülötte (a falon belül) temető volt. A ma használatos temető a templom mellett terül el.
Az Árpád-korban a mai templom területén még a falu házai álltak, mint a régészeti kutatás kiderítette. A 14. század végén épült föl a templom, amelynek kegyura a váci püspök volt. A török időkben a falu elpusztult, a templom is romossá vált, csak 1746-ban állították helyre. Berendezése 18. századi, főoltárképe 1960-ban készült.

## Képek

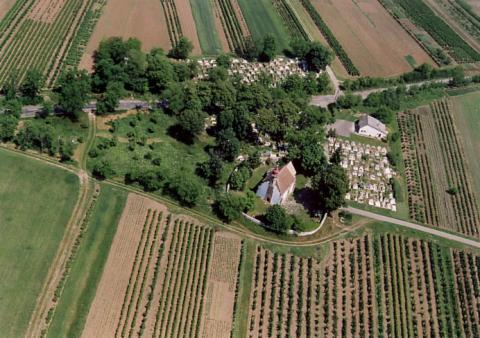
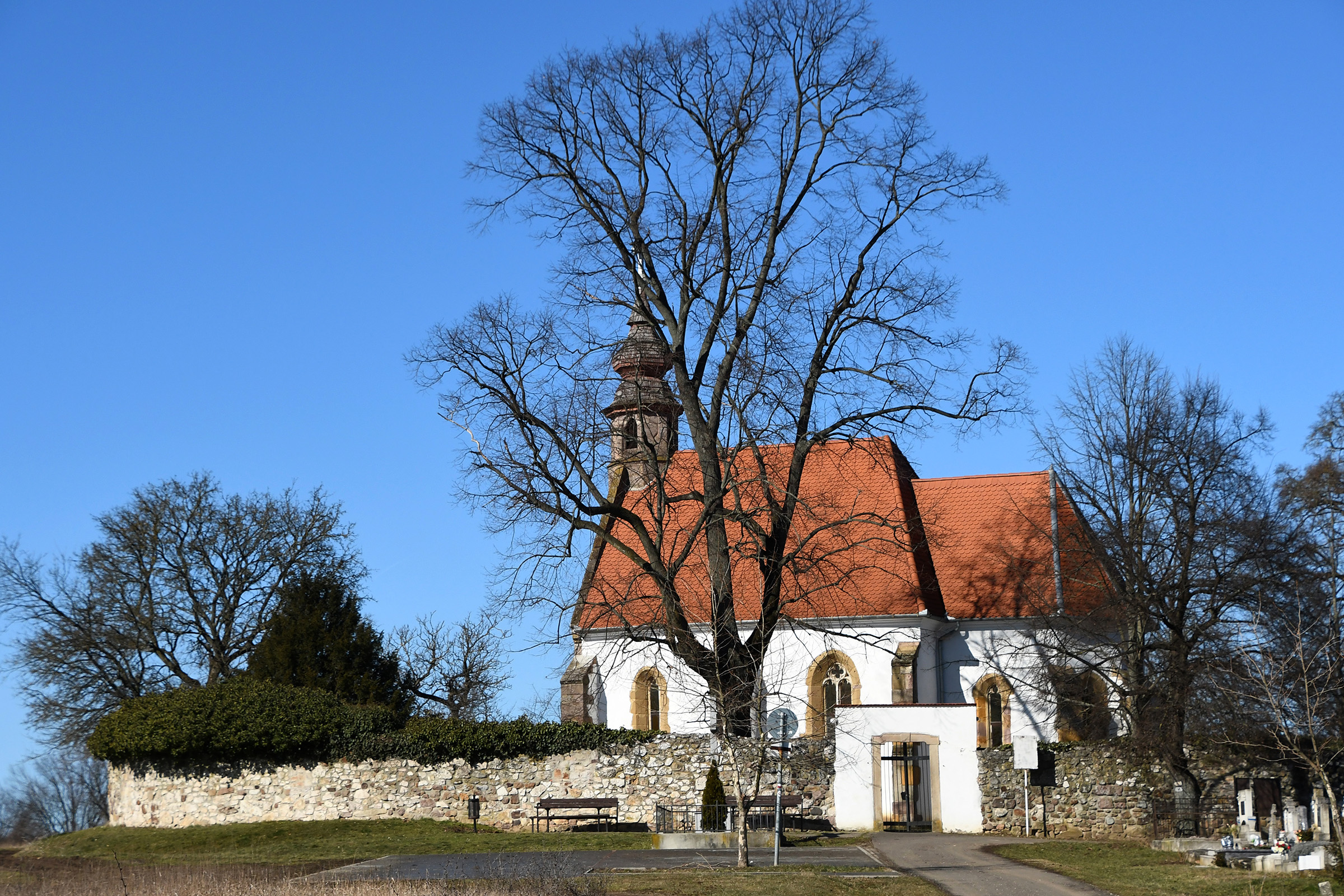
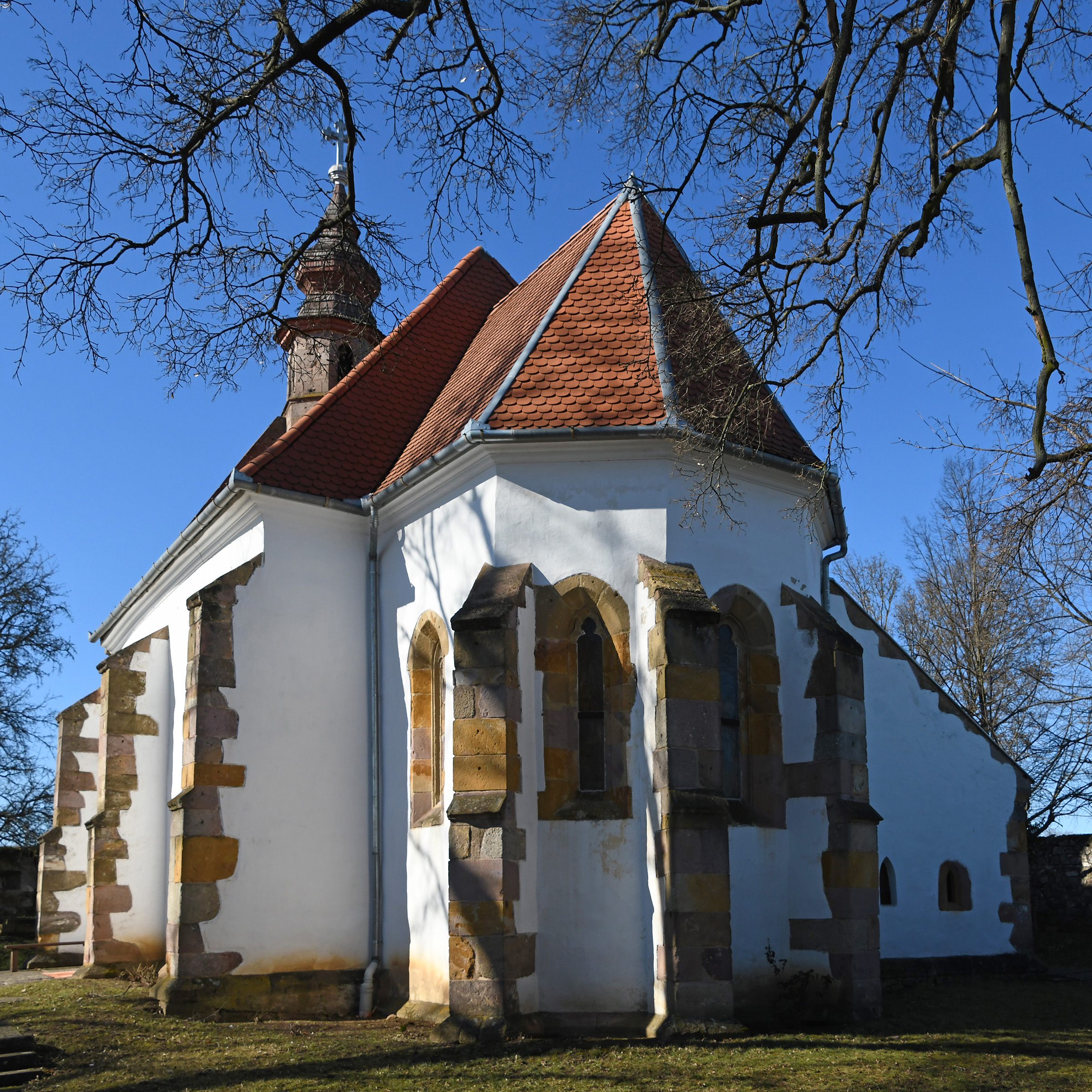
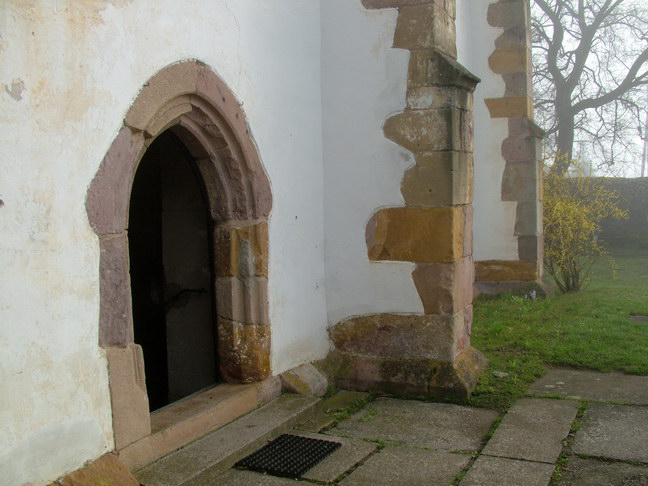
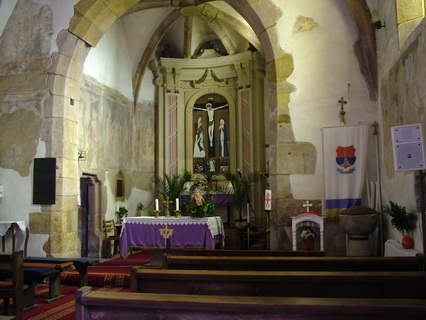
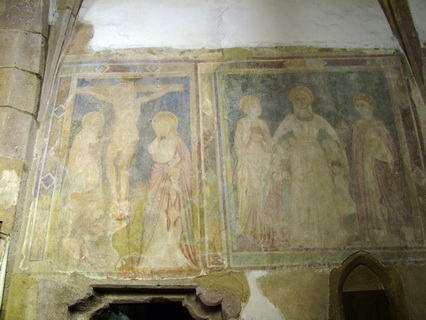
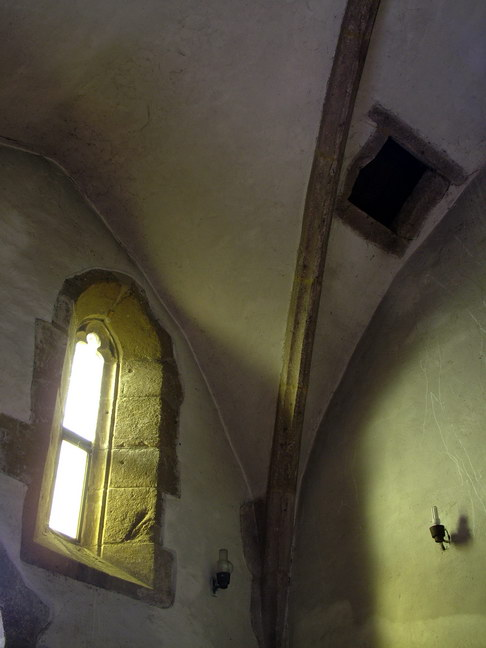
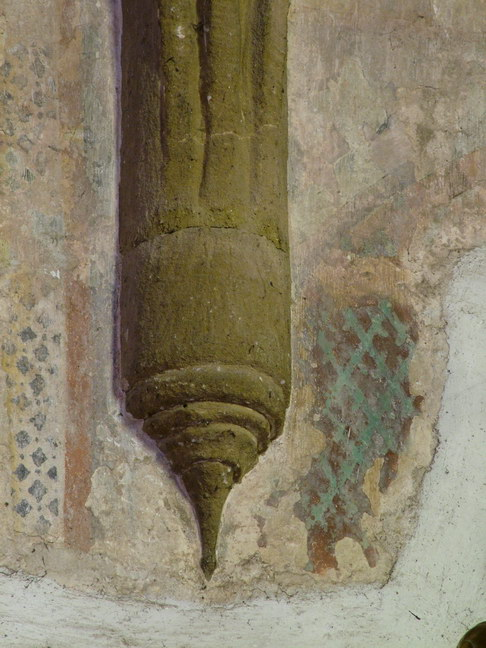